# Alda Facio
Alda Facio Montejo, (Costa Rica, 26 de enero de 1948) es una destacable jurista feminista, escritora, docente y experta internacional en género y derechos humanos referente en Latinoamérica. Es una de las fundadoras del Caucus de Mujeres por una Justicia de Género en la Corte Penal Internacional. Desde 1991 es directora del Programa "Mujer, Justicia y Género" del Instituto Latinoamericano de las Naciones Unidas para la Prevención del Delito y el Tratamiento del Delincuente (ILANUD) y vicepresidenta de la Fundación Justicia y Género además de ser fundadora de Ventana, uno de los primeros grupos feministas en el país en los años setenta en Costa Rica.
Está considerada una de las promotoras de la Ley de Igualdad Social en los años ochenta, además de ser una de las 10 mujeres en el mundo que organizó el Tribunal en Viena sobre la violación a los derechos de las mujeres.

## Biografía
Hija de Gonzalo Facio Segreda, abogado y político, y su primera esposa María Lilia Montejo Ortuño. Ella es la media hermana de Giannina Facio Franco (esposa del cineasta británico Ridley Scott), nacida del segundo matrimonio de su padre. 
Descubrió el feminismo cuando tenía 17 o 18 años, durante los años sesenta. La razón para ser feminista es en sus palabras que “(...) el feminismo y las feministas te dan fuerzas, el saberte parte de un movimiento mundial es algo que da mucha energía para poder seguir adelante”.
Estudiante y activista contra la guerra de Vietnam en Nueva York, a los 16 años cayó en sus manos un texto sobre las ideas de Kate Millet que después se convertirían en el libro "Política sexual" y el texto, explica en una conversación con la periodistas mexicana Lucía Lagunes Huerta, "le cambió la vida".
Durante su estancia en la Universidad de Nueva York realizó un máster en Jurisprudencia Comparada y Derecho Internacional con énfasis en Derecho de la Mujer participó en los primeros grupos de autoconciencia. Ahí descubrió el movimiento feminista y apoyó las manifestaciones pacifistas contra la guerra empezaron las marchas por la legalización del aborto. En el año 71 se trasladó a Italia y después a Ginebra a trabajar en la embajada de Costa Rica. Asistiendo a una conferencia descubrió el concepto de Derechos Humanos y apostó por incorporarlo en el activismo de la lucha feminista.
En 1976 regresa a Costa Rica y empieza a estudiar Derecho. Su tesis de licenciatura en la Universidad de Costa Rica fue la primera con una perspectiva género sensitiva que se hizo en la Facultad de Derecho.
Utiliza lo aprendido en la defensa de los derechos de las mujeres: “porque es difícil la lucha contra el patriarcado; siempre que uno gana una batalla se le viene encima otro montón. Logras una ley de violencia contra las mujeres –que cuando era joven no había–, entonces crees ya con esto solucionas el problema y entonces te das cuenta que no, que están todas las otras barreras y los otros obstáculos, y es como de nunca acabar."

### Género y Derechos Humanos
Su vida profesional se inició en la década de lo ochenta: en 1981 organizó el I Seminario de Violencia Contra las Mujeres, que tuvo lugar en la Corte Suprema de Costa Rica. Posteriormente, en 1984, participó en las discusiones para la creación de una maestría en estudios sobre las mujeres en la Universidad de Costa Rica. En 1987 organizó el I Taller sobre Derechos Humanos de las Mujeres, impulsado por el Instituto Interamericano de Derechos Humanos.
En la década de los noventa estuvo involucrada en actividades relacionadas con las Conferencias Mundiales de Derechos Humanos, sobre la Mujer y para el Establecimiento de una Corte Penal Internacional. Fue una de las organizadoras de la conferencia satélite "La Nuestra", preparatoria para la Conferencia Regional sobre Derechos Humanos y fue parte del equipo coordinador del Tribunal sobre Violencia contra las Mujeres, realizado durante la Conferencia de Viena. Colaboró en la organización y fue jueza en el Tribunal Popular que se realizó en el VI Encuentro Feminista en El Salvador. Además, ha servido como jueza en tribunales de Costa Rica, Haití y Ecuador.
Ha diseñado varias leyes relacionadas con la violencia contra las mujeres y fue una de las primeras mujeres en denunciar el androcentrismo en la teoría y práctica de los derechos humanos y en el derecho en general. En 1994 elaboró el informe de las ONG sobre violencia contra las mujeres en el Caribe y Latinoamérica para la Conferencia Preparatoria en Mar del Plata y fue la única candidata de América Latina para ocupar el puesto recién creado de Relatora Especial sobre Violencia contra las Mujeres de la ONU que finalmente recayó en Radhika Coomaraswamy.
En 1998 fue "Testimoniante en el Tribunal para la conmemoración del 50 Aniversario de la Declaración Universal de Derechos Humanos".  Desde 1999 es miembro del comité asesor de la campaña "Los derechos de las mujeres no son opcionales" y asesora de IWRAW (International Womens' Rights Action Watch Asia Pacific) Asia Pacific y JASS entre otras organizaciones de mujeres.
Desde 2005 forma parte del Comité Asesor para el Estudio a Profundidad de la Violencia contra las Mujeres de la ONU.
Desde 1990, participa en conferencias y reuniones organizadas por agencias de Naciones Unidas, gobiernos u organizaciones sociales como ponente o asesora en temas como violencia de género contra las mujeres, derechos sexuales y derechos reproductivos, legislación, derechos humanos de las mujeres, entre otros.
Entre sus aportes más importantes, Alda Facio ha contribuido en la creación de normativa en contra de la violencia contra las mujeres. Ha impartido clases en universidades internacionales y costarricenses sobre derecho y género y escrito libros sobre análisis del derecho desde la perspectiva de género.
También fue nombrada por el Consejo de Derechos Humanos de Naciones Unidas para integrar un grupo de expertas internacionales que vela en contra de la discriminación de las mujeres en el mundo y verifica la puesta en práctica de las leyes y convenciones internacionales impulsadas sobre el tema siendo además la única latinoamericana en integrar el Grupo de Trabajo sobre discriminación contra la mujer en la legislación y en la práctica.
Desde sus inicios en el activismo feminista en 1970 ha participado en diversos proyectos entre ellos la primera revista feminista de Costa Rica, el Comité Latinoamericano para la defensa de los derechos de las mujeres (CLADEM), la Fundación Justicia y Género y el Caucus de mujeres por una justicia de género en la Corte Penal Internacional.
Durante más de una década trabajó en FEMPRESS, la primera red informativa feminista de Latinoamérica, con sede en Chile.
También ha pertenecido a las organizaciones feministas Ventana y Las Entendidas y hoy, Petateras. 
Junto con otras ecofeministas inició la Comuna de la Luna Llena y el WHRI, curso intensivo que se imparte hoy en la Universidad de Toronto además de colaborar con JASS, una organización dedicada a apoyar los esfuerzos feministas en distintas partes del mundo.

### Feminismo
Para Facio el feminismo "es una teoría y una práctica muy sencilla en el sentido de que cree que los seres humanos, todos, somos iguales en derechos y en dignidad con respecto a los hombres." también considera que el feminismo "(...) es una teoría crítica de lo que es y al mismo tiempo una teoría que plantea una utopía y una posibilidad."
Alda Facio plantea su desacuerdo con tratar el feminismo como una cuestión específica de las mujeres 'dentro' de las corrientes izquierdistas o liberales más amplias. Sostiene que si bien existe una influencia de estas corrientes, el Feminismo "con F mayúscula" es una teoría y práctica autónoma que desarrolla y critica las ideas que lo proceden como lo hacen todas las teorías, doctrinas o corrientes de pensamiento, más aún afirma que el Feminismo toma ideas y posturas del liberalismo, de la izquierda, de los movimientos antiesclavistas, ecologistas, de derechos humanos pero está más desarrollado que tales corrientes que por lo general excluyen la realidad de las mujeres.
Su trabajo ha sido referente internacional. Destaca el Diccionario de la Transgresión Feminista, en el que define al feminismo radical como «una corriente del feminismo que no hace alusión a una excesiva beligerancia o fanatismo como la palabra radical podría sugerir sino a que esta corriente sostiene que para lograr eliminar la desigualdad social es indispensable atacar la raíz del problema» , siendo dicha raíz el patriarcado. También ha desarrollado términos como "ginopia".

## Premios y reconocimientos
- 1996 "I Premio Internacional en Derechos Humanos de las Mujeres", otorgado por el Women, Law and Development International por su trabajo pionero en el campo de la conceptualización, defensa y promoción de los derechos humanos de las mujeres.[7]
- 2015 Galardonada por el Instituto Nacional de las Mujeres (INAMU) para formar parte de la Galería de las Mujeres junto a Amelia Barquero, Thelma Curling[17] por el aporte pionero que cada una de ellas ha realizado al mundo de la cultura, la política y los derechos humanos constituye un legado al desarrollo del país, a la lucha por la igualdad de género y al reconocimiento de los derechos humanos de las mujeres.[18]

## Publicaciones
- Declaración Universal de Derechos Humanos: textos y comentarios inusuales , San José: ILANUD y UNIFEM, 2001.
- Género y Derecho (junto a Lorena Fries), Chile: Ediciones LOM, 1999.
- Repensarnos como mujeres para reconceptualizar los derechos humanos. En: Género y Sociedad , Santo Domingo, vol. 3, N.º 1, mayo-agosto, 1995, pp. 1-55.
- Sobre Patriarcas, Jerarcas, Patrones y Otros Varones (una mirada género sensitiva del Derecho), San José, ILANUD, 1993 (coeditora).
- Cuando el género suena, cambios trae: una metodología para el análisis de género del fenómeno legal,[19] San José:  ILANUD, primera edición, 1992
- Women Redefining Democracy - May 7, 2009 Archivado el 18 de agosto de 2016 en Wayback Machine.[20]
- How the Seed was Planted, Carnegie Council - November 5, 2003[21]
- Feminismo, género y patriarcado.[22]
- Los derechos reproductivos son derechos humanos. Instituto Interamericano de Derechos Humanos. San José, C.R. : IIDH, 2008[23]